# Michael Lentz (Drehbuchautor)
Michael Lentz (* 9. September 1926 in Rheda; † 30. November 2001) war ein deutscher Drehbuchautor und Filmregisseur.

## Leben
Zum Teil unter den Pseudonymen Christian Egck, Walter Goritz und Rainer Sprakel führte er bisweilen auch Regie. Wenige Auftritte hatte er als Darsteller, zuletzt als „Opa“ in dem Film Das weiße Rauschen.  Er fungierte auch als Produzent. 1995 wurde er Professor an der Kunsthochschule für Medien in Köln im Fachbereich Drehbuch/Dramaturgie. Einem breiteren Publikum wurde er bekannt als Filmkritiker in der ZDF-Serie Ratschlag für Kinogänger. Er starb nur wenige Wochen nach dem Tod seiner Frau Jelka Naber.

## Auszeichnungen
- Für das Drehbuch Alle Jahre wieder erhielt er 1967 zur Berlinale den silbernen Bären.
- Für die Produktion des Kurzfilms Endstation erhielt Lentz 1979 den Deutschen Filmpreis in Silber.
- Für die Dokumentationen Wie in alten Zeiten erhielt er 1983 den Adolf-Grimme-Preis mit Gold.
- Für die Dokumentationen Wegen Reichtum geschlossen erhielt er 1986 den Adolf-Grimme-Preis mit Bronze.
- Für die Filme Nachruf auf eine Bestie und Der Indianer wurde er international ausgezeichnet.

## Filmografie (Auswahl)
Drehbucharbeiten
- Lockenköpfchen – Die Chronik des Wilfried S. oder Wie manipuliert man die Wirklichkeit? (1967, Regie: Ulrich Schamoni)
- Alle Jahre wieder (1967, Regie: Ulrich Schamoni)
- Zoff (1972, Regie: Eberhard Pieper)
- Das fünfte Gebot (1978, Regie: Duccio Tessari)
- Verlierer (1986, Regie: Bernd Schadewald)
- Die Nacht der Frauen (1993/94, Regie: Theodor Kotulla)
- Gestohlenes Mutterglück (1996, Regie: Wolfgang Mühlbauer)

Regiearbeiten
- Umschulung (1972) (als Rainer Sprakel)
- Kameraden (1973) (als Christian Egck)
- Karl-Heinz (1973) (als Walter Goritz)
- Ein Mann wie Marty (1975)
- Endstation (1979)
- Brot und Filme (1980)
- Wie in alten Zeiten (1982) (auch Buch)
- Alles Paletti (1985)
- Wegen Reichtum geschlossen (1985)
- Die Hundertjährigen (1989)

(Co-)Produzent
- Die Pawlaks (1982, Regie: Wolfgang Staudte), Fernsehserie[2]
- Nachruf auf eine Bestie (1983, Regie: Rolf Schübel)
- Der Indianer (1989, Regie: Rolf Schübel)